# Elisabeth Alsheimer Evenstedt
Cajsa Elisabeth Alsheimer Evenstedt, född 16 december 1953 i Halmstad, är en svensk jurist och kurator.
Elisabeth Alsheimer Evenstedt utbildade sig först till jurist vid Lunds universitet och arbetade under ett tiotal år som affärsjurist. Hon påbörjade därefter studier i konst- och kulturvetenskap vid Lunds universitet och har sedan dess varit verksam inom kultursektorn. Hon var intendent vid Stiftelsen Wanås Utställningar 1996–2008, med uppehåll för arbeten i USA som gästkurator 2001–03 vid Wellesley College utanför Boston, samt under 2005 vid Harvard Art Museums i Cambridge, Massachusetts. Åren 2008–11 var hon verksamhetschef för museum och konst vid Dunkers kulturhus och Kulturmagasinet i Helsingborg. Hon var 2011-2012 intendent för Thielska galleriet i Stockholm och arbetade 2012-2020 som intendent vid Kungliga Akademien för de fria konsterna i Stockholm. Under 2021–22 var Alsheimer Evenstedt verksamhetschef för Ravinen – Ulla och Gustav Kraitz kulturstiftelse i Båstad. I juni 2022 blev hon utnämnd till ständig sekreterare vid Kungliga Akademien för de fria konsterna (Konstakademien). 
Hon var gift med Leif Alsheimer.

## Utmärkelser
- H.M. Konungens medalj i 8:e storleken med Serafimerordens band, med motiveringen ”För betydelsefulla insatser inom svenskt akademiväsende”.[3]